# Поліщук Михайло Андрійович
Михайло Андрійович Поліщук (21 листопада 1960 , Товста, Черкаська область  — 18 липня 1988 , Демократична Республіка Афганістан ) — прапорщик прикордонних військ КДБ СРСР, учасник війни в Афганістані, загинув при виконанні службових обов'язків, кавалер низки державних нагород.

## Біографія
Михайло Андрійович Поліщук народився 21 листопада 1960 року в селі Товста Городищенського району Черкаської області. Після закінчення середнього професійно-технічного училища працював на Ольшанському цукровому заводі Городищенського району.
22 квітня 1979 року Михайло Поліщук був призваний на службу до Збройних Сил СРСР. Після проходження термінової служби отримав звання прапорщика. Брав участь у бойових діях у прикордонних з СРСР районах Демократичної Республіки Афганістан, будучи старшим техніком — бортовим повітряним стрільцем 17-го окремого прикордонного авіаційного полку Прикордонних військ Комітету державної безпеки при Раді Міністрів СРСР, що дислокувався у місті Мари Туркменської РСР. Брав участь у 83 бойових операціях, здійснивши близько 700 бойових вильотів. За проявлену мужність та героїзм був удостоєний низки державних нагород — ордена Червоної Зірки, медалей «За відвагу», «За бойові заслуги», «За відзнаку в охороні державного кордону СРСР».
18 липня 1988 року в ході чергового бойового вильоту екіпаж Поліщука потрапив під обстріл моджахедів, у результаті якого їх вертоліт був збитий, всі, хто знаходився на борту, загинули.
Похований на цвинтарі села Товста Городищенського району Черкаської області України.
Указом Президії Верховної Ради СРСР прапорщик Михайло Андрійович Поліщук посмертно був удостоєний ордена Червоного Прапора.

## Пам'ять
- На честь Поліщука названо вулицю в селі Товста Городищенського району Черкаської області[1].
- Стенд, присвячений Поліщуку, знаходиться у музеї воїнів-інтернаціоналістів Городищенського району — першому в республіці подібному музеї.